# Filip Vejdělek
Filip Vejdělek, född 25 november 1998 i Jablonec nad Nisou, är en tjeckisk rodelåkare.

## Karriär
Vejdělek tävlade för Tjeckien vid olympiska vinterspelen 2022 i Peking, där han slutade på 16:e plats tillsammans med Zdeněk Pěkný i dubbel. Vejdělek var även en del av Tjeckiens lag tillsammans med Anna Čežíková, Michael Lejsek och Zdeněk Pěkný som slutade på 10:e plats i lagstafetten.